# Залесе (гміна Вельґомлини)
Залесе (пол. Zalesie) — село в Польщі, у гміні Вельґомлини Радомщанського повіту Лодзинського воєводства.
Населення — 65 осіб (2011).
У 1975-1998 роках село належало до Пйотрковського воєводства.

## Демографія
Демографічна структура станом на 31 березня 2011 року:
|          | Загалом | Допрацездатний вік | Працездатний вік | Постпрацездатний вік |
| -------- | ------- | ------------------ | ---------------- | -------------------- |
| Чоловіки | 37      | 7                  | 25               | 5                    |
| Жінки    | 28      | 6                  | 13               | 9                    |
| Разом    | 65      | 13                 | 38               | 14                   |